# Bertrand Le Gendre
Pour les articles homonymes, voir Le Gendre.
Bertrand Le Gendre est un journaliste et essayiste français né le 25 février 1948 à Neuilly-sur-Seine.

## Biographie
Bertrand Le Gendre est né en 1948 à Neuilly-sur-Seine (Hauts-de-Seine du mariage de Bernard Le Gendre, président de société, et de Catherine Chassaing Mandegou de Borredon ; il est le frère d'Olivier Le Gendre (1950-2014), journaliste et écrivain, et de Gilles Le Gendre (1958), journaliste et député de Paris (2017-2024).
Après des études à l'Institut d'études politiques de Paris (Sciences Po), une licence en droit et une licence en sociologie à l'université Paris-X-Nanterre, Bertrand Le Gendre entre comme journaliste au Monde en 1974. Il y resta près de quarante ans, occupant successivement les postes de rédacteur à la rubrique Éducation (1974-1979), rédacteur puis chef adjoint du service des Informations générales (1979-1983), chef de la rubrique Justice (1983-1987), grand reporter (1987-1992), rédacteur en chef (1993-2006) et éditorialiste (2006-2011). Il est notamment à l'origine, avec Edwy Plenel, de révélations dans l'affaire du Rainbow Warrior qui mènent à la démission du ministre de la Défense de l'époque, Charles Hernu, en 1985.
Directeur, également avec Edwy Plenel, de la collection « Au vif du sujet » aux éditions Gallimard de 1986 à 1989, il présente avec Marc Ferro l'émission hebdomadaire De l'actualité à l'histoire sur la chaîne Histoire de 1997 à 1999.
Il est professeur associé à l'université Paris II Panthéon-Assas, au sein de l'École de journalisme de l'Institut français de presse (IFP) de 2000 à 2011.

## Ouvrages
- 2012 : 1962, l'année prodigieuse, Denoël, Paris  (ISBN 978-2-207-11161-1)
- 2012 : Confessions du no 2 de l'OAS : Entretiens avec Jean-Jacques Susini, Les Arènes, Paris  (ISBN 978-2-35204-188-7)
- 2013 : Flaubert , coll. « Autoportraits », Perrin, Paris  (ISBN 978-2-262-03921-9)
- 2013 : Guerre d'Algérie, le choc des mémoires, ouvrage collectif, coll. « Le Monde Histoire. Comprendre un monde qui change », Le Monde, Paris  (ISBN 978-2-36156-103-1)
- 2014 : De Gaulle, du rebelle à l'homme d'État , ouvrage collectif, coll. « Le Monde Histoire. Ils ont changé le monde », Le Monde, Paris  (ISBN 978-2-36156-186-4)
- 2015 : Kennedy, l'homme le président, le mythe , ouvrage collectif, coll. « Le Monde Histoire. Ils ont changé le monde », Le Monde, Paris   (ISBN 978-2-36156-192-5)
- 2015 : De Gaulle et Mauriac : Le Dialogue oublié , Fayard, Paris  (ISBN 978-2-213-67215-1)
- 2019 : Bourguiba, Fayard, Paris  (ISBN 978-2-213-70038-0)
- 2021 : Crimes et abus sexuels dans l'Église. Le cas du curé d'Uruffe. Ce que disent les archives, Amazon Kindle (ISBN 978-2-9580075-0-8)
- 2024 : Enver Hoxha. Albanie, les années rouges (1944-1991), Editions Flammarion, Paris  (ISBN 978-2-0804-3291-9)

## Distinctions
Grand prix de la biographie politique en 2019 pour Bourguiba